# Хэйг, Дэвид
Дэвид Хэйг (англ. David Haig) MBE (род. 20 сентября 1955, Олдершот, Англия) — английский актёр и писатель. Обладатель премии Лоренса Оливье. Один из самых востребованных актёров Великобритании.

## Кино и телевидение
Впервые появился в кино в 1994 году в фильме «Четыре свадьбы и одни похороны», а также снялся в роли инспектора Грима в ситкоме BBC «Тонкая голубая линия» в противопоставление инспектору Фаулеру, сыгранному Роуэном Аткинсоном. В 2002 году исполнил роль брата героя Хью Гранта в романтической комедии «Любовь с уведомлением», где также снималась Сандра Буллок. В 2007 году появился в комедийном скетче «Свадьба мистера Бина» в роли отца невесты.
Кроме того, Дэвид появлялся в эпизодах «Доктора Кто» (1980), «Семерки Блейка» (1980), «Кемпиона» (1990), «Инспектора Морс» (1992), «Метода Крекера», а также в первом сезоне сериала «Солдат, солдат».
Снялся в ремейке научно-фантастического сериала «Андромеда» 1960-х годов для канала BBC Four. Написал пьесу «Мой мальчик Джек», в экранизации которой исполнил роль Редьярда Киплинга, а его сына Джона сыграл Дэниел Рэдклифф.
В 2008 году снялся в фильмах «Девочка-находка» и «39 шагов», а также в эпизоде «Убийств в Мидсомере». Год спустя исполнил роль Стива Флеминга в сериале BBC «Гуща событий» и роль Джона в успешной картине «Мо», где работал вместе с Джули Уолтерс. Кроме того, сыграл Мистера Стрейна в комедийной драме «Доктор Мартин».
В январе 2013 года начал сниматься в роли Джима Хэкера в ремейке классического комедийного сериала 1980-х годов «Да, господин министр».

## Радио
В 2008 году исполнил роль Мориса Хэйвуда в радиоадаптиции пьесы Майкла Гастингса «Том и Вив», а в 2010 году— в пьесе «Норман Биркетт и дело Колефордского отравителя». Он также участвовал в записи «Незнакомцев и братьев» Чарлза Перси Сноу.

## Театр
В 1988 году стал обладателем премии Лоренса Оливье в номинации «актер года в новой постановке» за спектакль «Our Country's Good» в Ройал-Корте. Гастролировал по Британии с постановкой «Моего мальчика Джека» и был продюсером «Частных жизней» Ноэла Кауарда.
Участвовал в нескольких постановках в Вест-Энде, включая «Блондинку Хичкока» в Ройал-Корте, «Жизнь Х 3» в театре Савой, «Конец путешествия» в театре Гарольда Пинтера, «Мэри Поппинс» в театре Принца Эдварда, за что получил номинацию на премию Лоренса Оливье, как и за исполнение роли Кристофера Хидингли в возрожденных «Долгих годах» Майкла Фрейна. Кроме того он исполнял роли в постановках «Провинциалка», «Море» и «Добыча».

## Фильмография
- 1978 — Лунный жеребец / The Moon Stallion (телесериал) — Тодман
- 1980 — Семерка Блейка / Blakes 7 — Форрес
- 1980 — Доктор Кто / Doctor Who — Паньоль
- 1984 — Темный враг / Dark Enemy — Эш
- 1985 — Болваны из космоса / Morons from Outer Space — Palatial House Flunkey
- 1986 — Убийцы холодной войны / Cold War Killers — Колин Дженкинс
- 1986 — Засада в Аламуте / The Alamut Ambush — Колин Дженкинс
- 1989 — Ханни / Hannay — Конрад Смит
- 1989 — Драмарама / Dramarama — Билл Брок
- 1990 — Кемпион / Campion — Калли Рэнделл
- 1990 — Семейный портрет (Сцены из семейной жизни) / Portrait of a Marriage — Гарольд Николсон
- 1991 — Законник / Chancer — Доктор Хейзелден
- 1991 — Солдат, солдат / Soldier Soldier — майор Том Кэдмэн
- 1992 — Инспектор Морс / Inspector Morse — Питер Роудс
- 1992 — Дар / Boon — Джим Фиск
- 1993 — Милые бутоны мая / The Darling Buds of May — капитан Роберт Баттерсби
- 1993 — Инспектор Аллейн расследует / The Inspector Alleyn Mysteries — Артур Уайлд
- 1993 — Метод Крекера / Cracker — Грэм
- 1994 — Чисто английское убийство / — Брайан Линтон
- 1994 — Четыре свадьбы и похороны / Four Weddings and a Funeral — Бернард
- 1994 — Любовь на грани / Love on a Branch Line — Лайонел Уирли
- 1994 — Славный день в офисе / Nice Day at the Office — Крис Селвин
- 1995 — Четыре угла нигде / The Four Corners of Nowhere — Ник
- 1995 — Уиклифф / Wycliffe — Дэвид Миллер
- 1995—1996 — Тонкая голубая линия / The Thin Blue Line — инспектор Дерек Грим
- 1998 — Говорящие головы 2 / Talking Heads 2 — Уилфред Патерсон
- 1997—1998 — Храни тишину / Keeping Mum — Ричард Биэр
- 1999 — Приключения молодого Индианы Джонса / The Adventures of Young Indiana Jones: Tales of Innocence — Боннет
- 2000 — Напарники (телесериал) (Дэлзил и Пэскоу) / Dalziel and Pascoe — Дэвид Хэллингсворт
- 2001 — Айвор — невидимка / Ivor the Invisible — хранитель парка
- 2001 — Станция Джим / Station Jim — Райорден-младший
- 2002 — Преступление и наказание / Crime and Punishment — Лужин
- 2002 — Чердак Рейчел / Rachel’s Attic — Адам
- 2002 — Любовь с уведомлением / Two Weeks Notice — Говард Уэйд
- 2004 — Виртуозы / Hustle — сэр Энтони Ривз
- 2006 — Андромеда / A for Andromeda — генерал Ванденберг
- 2007 — Разрядка смехом / Comic Relief 2007: The Big One — отец Кейт
- 2007 — Мой мальчик Джек / My Boy Jack — Редьярд Киплинг (актёр, сценарист, продюсер)
- 2008 — Простота убийства / Marple: Murder Is Easy — майор Хью Хортон
- 2008 — Девочка-находка / Dustbin Baby — Эллиот
- 2008 — 39 шагов / The 39 Steps — сэр Джордж Синклер
- 2009 — Моя семья / My Family — Джереми Ливингстон
- 2009 — Убийства в Мидсомере / Midsomer Murders — Джордж Джефферс
- 2009 — Доктор Мартин / Doc Martin — мистер Стрейн
- 2009 — Гуща событий / The Thick of It — Стив Флеминг
- 2010 — Мо / Mo — Джон Нортон
- 2011 — Ответный удар / Strike Back — Кристофер Мэннинг
- 2013 — Да, господин министр / Yes Minister — Джеральд Райт
- 2016 — Примадонна / Florence Foster Jenkins — Карло Эдвардс
- 2018 — Убивая Еву / Killing Eve — Билл Паргрейв